# John Sörenson
John Emil Sörenson (Malmö, 1889. szeptember 15. – Lidingö, 1976. október 25.) kétszeres olimpiai bajnok svéd tornász.
Részt vett az 1912. évi nyári olimpiai játékokon, és tornában a svéd rendszerű csapat összetettben aranyérmes lett.
Az 1920. évi nyári olimpiai játékokon ismét indult tornában és a svéd rendszerű csapat összetettben ismét aranyérmes lett.
Klubcsapatai a Malmö GFK és a GFUM GA voltak.